# Borowo (województwo zachodniopomorskie)

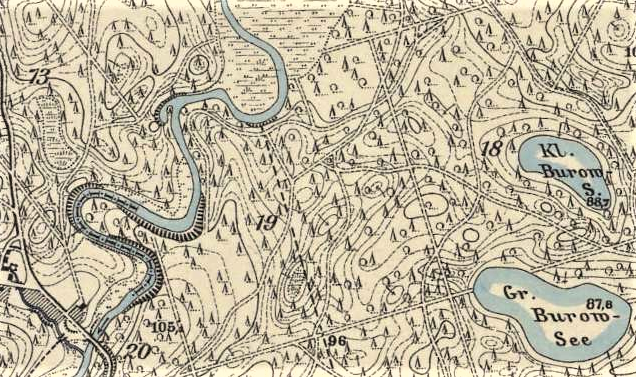
Stara mapa Borowa

Borowo (niem. Alt Springe) – wieś w Polsce położona w województwie zachodniopomorskim, w powiecie drawskim, w gminie Kalisz Pomorski. W latach 1975–1998 miejscowość administracyjnie należała do województwa koszalińskiego. W roku 2007 wieś liczyła 27 mieszkańców. Miejscowość wchodzi w skład sołectwa Suchowo.

## Geografia
Wieś leży ok. 4 km na północny zachód od Suchowa, nad kanałem Prostynia, nad dwoma jeziorami: Prostynia i Mielno. Znajduje się tutaj ponad 100-letnia elektrownia wodna.

## Archeologia
W miejscowości na terenie kolonii Nowy Łowicz odkryto ponad 320 gockich grobów, w tym 209 płaskich z których 115 przysypanych było nasypami kurhanowymi. Jest to największe w Europie cmentarzysko użytkowane przez ludność kultury wielbarskiej.